# Ryska sällskapsdanser
Ryska sällskapsdanser är en svensk dokumentärfilm från 1911. Filmen skildrar olika ryska sällskapsdanser framförda av balettdansaren S. Piatov med elev och premiärvisades den 20 januari 1911 på biograf Apollo i Stockholm. Vid premiären närvarade Prins Wilhelm, hertig av Södermanland med sin ryskfödda maka Maria Pavlovna av Ryssland.
I annonsen för filmpremiären användes en ålderdomlig pluralform på filmens titel: Ryska sällskapsdansar.